# Ермо-Николаевка
Ермо-Николаевка — село в России, расположено в Пителинском районе Рязанской области. Является административным центром Ермо-Николаевского сельского поселения.

## Географическое положение
Ермо-Николаевка расположена примерно в 14 км к северу от центра посёлка Пителино на левом берегу реки Пёт.

## История
Село Ермо-Николаевка возникло в 30-х годах XX века путём объединения двух деревень: находившейся на берегу реки Пёт деревни Ерма и расположенной к северу от неё деревни Николаевка.
Первой возникла деревня Ерма. Согласно ревизии 1761–1767 годов в ней проживало 55 крестьян, принадлежавших коллежскому советнику Михаилу Бобрищеву–Пушкину. Деревня Николаевка возникла на рубеже XVIII − XIX веков.
Деревни входили в состав Елатомского уезда Тамбовской губернии. В 1862 г. деревня Ерма имело 55 дворов при численности населения 588 человек, а Николаевка 25 дворов при численности населения 265 человек.

## Население
| 2010 |
| ---- |
| 287  |

## Транспорт и связь
В селе Ермо-Николаевка имеется одноимённое сельское отделение почтовой связи (индекс 391626).